# Егоров, Евген Павлович
Евген Павлович Егоров (17 мая 1917, Лиман — 4 мая 2005, Харьков) — советский и украинский художник-график и живописец, член Союза художников УССР (1958), профессор (1974), заслуженный деятель искусств УССР (1977).

## Биография
Участник Великой Отечественной войны, прошёл боевой путь до Берлина, в его творческой мастерской хранился кусок стены Рейхстага; получил инвалидность.
В 1949 году окончил Харьковский государственный художественный институт — учителями были Дмитрий Шавыкин и Алексей Кокель. С этого же года участвует в республиканских, всесоюзных и зарубежных выставках.
Личные выставки проходили в Харькове в 1957, 1977 и 1987 годах, в Киеве в 1987 году, в Китае в 1997 году, альбом рисунков издан в Харбине.
Среди известных произведений:
- картины «Юность»;
- серия портретов «Мои друзья-однополчане».

С 1949 года — преподаватель Харьковского художественно-промышленного института, в 1972—1985 годах — ректор.
В 1968 году стал создателем герба города Харьков, использовавшийся до 1995 года.
Среди его учеников — Ковтун Виктор Иванович, Чаус Виктор Николаевич, Кравец Владимир Иосифович, Могилевский Константин Викторович и другие.
В Харьковской академии дизайна в 2006 году была открыта памятная доска в его честь.